# Eupithecia albofasciata
Eupithecia albofasciata là một loài bướm đêm trong họ Geometridae.